# I Need Drugs
I Need Drugs è il primo album in studio del rapper statunitense Necro, pubblicato nel 2000.

## Tracce
1. The Most Sadistic (featuring Ill Bill) – 2:59
2. Hoe Blow – 3:33
3. I Need Drugs – 4:42
4. Your Fuckin' Head Split – 3:06
5. You're Dead (featuring Ill Bill) – 3:01
6. Get on Your Knees – 5:36
7. Rugged Shit – 3:08
8. I'm Sick of You – 3:13
9. Cockroaches – 2:46
10. Fuck You to the Track – 3:13
11. Burn the Groove to Death – 5:18
12. Underground – 5:54
13. S.T.D. – 2:41
14. WKCR 89.9 Freestyle 4/20/2000 (feat. Mr. Hyde) – 8:18
15. WNYU 89.1 X-Mas Freestyle 12/23/99 – 2:32
16. WNYU 89.1 Freestyle 5/10/2000 (feat. Mr. Hyde) – 5:57